# 字串流
在電腦科學领域，字串流（英語：stream），又譯串流，這個詞有很多用法。所有這一些用法都是代表一個包含資料的序列。我們可以將字串流想做是一個允許資料一個接一個，而非將資料包作一整個，來進行處理的輸送帶。
- 在Unix以及其他與C語言相關的系統，字串流是一個資料的源頭（source）或者接收處（sink），一般是獨立的一堆位元（bytes）或字元（characters）。字串流是在讀寫檔案，或者透過網路接口（socket）跟其他電腦溝通時，使用的一個抽象的概念。這裡的標準串流則是代表在系統裡面所有程式都可以取用的三個字串流。
- 管道也可以用字串流的方式理解。
- 在Scheme語言和某些其他語言，字串流是一個惰性求值。字串流可以用類似list的方式使用。因此字串流可以用來表示無限序列和無窮級數.[1]
- 在Smalltalk標準程式庫和一些程式語言中，字串流是一種外部迭代器。在這個概念裡面，字串流可以用來代表有限或者無限的序列。
- 串流处理—在平行計算裡面，特別是圖像處理的部份，字串流這個詞可以同時用在硬體跟軟體上面。
- 檔管理系統可以對單一檔名使用很多分別的獨立字串流。有一個主要的字串流處理檔案主要的資料。其餘的字串流可以用來儲存圖示，檔案摘要和資訊（這個檔案從哪裡下載的）等等的資訊。[2]

## 外部連結
- An Approximate L1-Difference Algorithm for Massive Data Streams, 1995 Feigenbaum et al.